# 劉胤 (漢趙)
劉胤（？—329年），表字義孫，前赵皇帝刘曜的儿子，在父亲被后赵所俘后，和弟弟太子刘熙试图恢复国家但最终失败。
劉胤是刘曜还是秦王时，元配卜氏所生。刘曜的长子是劉儉。在劉儉九岁、劉胤四岁的时候，皇帝刘聪看到他们，对劉胤印象深刻。他告诉刘曜应该以劉胤作为继承人。刘曜说自己只是一个藩王，不必要废长立幼。刘聪说刘曜为国家栋梁，不同于其他藩王，应该选择聪明的劉胤作为继承人。最后，刘聪封劉儉为临海王、劉胤为秦王世子。劉胤长大后，弓马娴熟、应急如风。
318年，刘聪的儿子刘粲被靳准所杀，靳准在平陽屠杀刘氏皇族。劉胤的祖母胡氏和伯父都被害了，劉胤却逃跑了，流落到黑匿郁鞠的部落成了奴隶。刘曜即位为皇帝。323年，刘曜击败了叛将陳安，劉胤把自己的身世告诉了黑匿郁鞠，他半信半疑却恭敬地把劉胤送回刘曜的身边。这几年来，刘曜以为劉胤死了，立幼子刘熙为太子。现在劉胤归来，刘曜想复立他为太子。但在国舅左光禄卜泰、太子太保韓廣的反对下，劉胤自己也谦辞，刘曜收回成命，刘熙还为太子。然而，刘熙和劉胤的亲密关系一直保持到他们生命的最后。刘曜追封劉胤的母亲卜氏为元悼皇后。325年，刘曜封劉胤为南阳王、大单于，在渭城设单于台，左、右贤王以下，都由匈奴、羯族、鲜卑、氐族和羌族的豪杰之士充任。
327年，前凉国王张骏听说前赵军队被后赵击败，于是废除323年前赵册封的官爵，恢复晋朝大将军、凉州牧的名号，派军攻掠前赵的秦州诸郡。劉胤率军与前凉交战得胜，十月，追击渡过黄河，张骏于是失去黄河以南的地域。
328年末，刘曜在和后赵交战时被擒，刘熙成为前赵实际上的领导人，但并未登基称帝。劉胤决定撤出长安西保秦州的首府上邽（今甘肃天水），由于秦州多山容易防守。但撤出长安时引起了惊慌，军队慌忙西逃许多领土沦于后赵之手。
329年八月，劉胤率前赵军试图收复长安。开始获得小胜，而围攻长安时被后赵大将石虎击败。劉胤退守上邽，九月，石虎乘胜追击，攻克了上邽。他杀死了刘熙、劉胤和前赵的王公大臣。把前赵朝廷的文武官员、关东流民、秦州和雍州的大族九千多人迁徙到襄国，又在洛阳坑杀五郡的屠各部人众五千多。氐王蒲洪、羌族首领姚弋仲都归降石虎，前赵彻底灭亡。